# Estridentópolis
Estridentópolis o La ciudad estridentista es el nombre que, desde la percepción del estridentismo, está asociado con Xalapa, ciudad donde el núcleo vanguardista residió entre 1925 y 1927. Sin embargo, Estridentópolis no debe identificarse física ni históricamente con la capital del Estado de Veracruz, pues obedece más a la proyección del imaginario poético estridentista de la ciudad como espacio donde se cumple cierta idea de modernidad, la del México de los años 1920, sin ser una proyección futurista.
Según las descripciones y las representaciones gráficas y plásticas que dan los propios estridentistas, es una ciudad absurda, vertiginosa, sede de la modernidad multitudinaria. Estridentópolis como construcción de una perspectiva, de una mirada, se debate entre la utopía y la distopía.